# メアリ・デイリー
メアリ・デイリー（Mary Daly、1928年10月16日 - 2010年1月3日）はアメリカ合衆国の哲学者、神学者、著述家、ラディカル・フェミニスト。
セント・メアリーズ・カレッジで哲学の博士号、カトリック神学の牙城であるスイスのフリブール大学で神学と哲学の博士号を取得し、イエズス会経営のボストン・カレッジで33年間教鞭を執った。1968年出版の『教会と第二の性』でカトリック教会の家父長制と性差別を批判。フェミニズム神学の発端となった。

## 学歴・教歴
メアリ・デイリーは1928年10月16日、ニューヨーク州スケネクタディに生まれた。カトリックの教育を受け、1950年にカレッジ・オブ・セント・ローズ（ニューヨーク州オールバニ）で英語とラテン語を専攻し、学士号を取得。1952年にアメリカ・カトリック大学（ワシントンD.C.）で英語を専攻し、修士号を取得した。1954年にセント・メアリーズ・カレッジ（インディアナ州ノートルダム）で哲学の博士号を取得した後、1954年から59年までカーディナル・クッシング・カレッジ（マサチューセッツ州ブルックライン）で哲学と神学の講義を担当した。さらに、スイスのフリブール大学に学び、1963年に神学の博士号、1965年に哲学の博士号を取得した。カトリック神学の牙城であるフリブール大学の神学部では女子学生は極めてまれで、デイリーは異端視された。1959年から66年にかけて、引き続きフリブール大学で、米国の大学学部3年次を対象とした短期留学プログラム「ジュニア・イヤー・アブロード・プログラム」の受入学生に哲学と神学を教えた。1966年にイエズス会によって1863年にリベラル・アーツ・カレッジとして創設され、現在もイエズス会が運営するボストン・カレッジの神学部に助教授として就任した。

## 著書・思想

### 『教会と第二の性』
1968年に最初の著書『教会と第二の性』を発表。歴代教皇の文書に基づき、カトリック教会は家父長制的であり、家父長制社会を正当化し、女性の抑圧に加担してきたと批判した。聖書に性差別思想があることはすでに19世紀末にエリザベス・キャディ・スタントンによって指摘されていたが、彼女の著作はその後忘れ去られ、『教会と第二の性』の発表を機に、女性たちが初めてタブーを破って宗教における性差別を批判し始め、スタントンの再評価、さらにはフェミニズム神学の運動につながったのである。1969年、ボストン・カレッジはデイリーにテニュア（終身雇用資格）を与えることを拒否した。これは『教会と第二の性』におけるデイリーのキリスト教会批判がイエズス会運営のボストン・カレッジでは受け入れ難いことであったためとされる。これに対して、学生1,500人がデイリーを支持する署名を集め、請願書を大学に提出。この結果、デイリーにテニュアが与えられることになった。署名活動をしたのはほとんどが男子学生であった。ボストン・カレッジのリベラル・アーツでは1970年まで女性の入学が認められていなかったからである。

### 『父なる神を越えて』
1973 年、デイリーは著書『父なる神を越えて ― 女性解放の哲学に向けて』を発表した。『教会と第二の性』でカトリック教会の家父長制と性差別を批判したのに対して、『父なる神を越えて』では性差別のないキリスト教は不可能だとし、宗教全般におけるミソジニー（女性蔑視）を指摘した。女性の神学者が、大学の神学部の内部から専門家としてこれほど激しくキリスト教会を批判するのは、いまだかつてないことであった。一方、教会や宗教を批判しながらも、神を否定したわけではなかった。「神」という名詞を使うことで「神」を対象化し、最高位に置くことで支配・被支配の固定的な構造が作られたとし、この代わりに（実在としての神ではなく）「動詞としての神」、生成し続ける"Be-ing"としての神という概念を提唱した。フェミニスト作家のアリックス・ケイツ・シャルマンは本書について、「デイリーは究極のキリスト教フェミニストである。他のラディカル・フェミニストが家父長制社会の政治、経済、社会、性の制度を分析して明らかにしたことを、西欧文化の基盤である精神の制度を分析して明らかにした」と評した。

### 『ガイン/エコロジー』
1978年出版の『ガイン/エコロジー ― ラディカル・フェミニズムのメタ倫理学』ではこれらの概念をさらに発展させ、「全地球で支配的な宗教」は家父長制であり、家父長制が我々に伝えようとしているのは「死体愛（ネクロフィリア）」であると述べている。「ガイン/エコロジー (Gyn/Ecology)」の「ガイン」は「女性」を表わし、「女性 (gyne)＋学問 (-logia) (＝女性学)」を語源とする「婦人科学 (gynecology)」にかけた言葉である。デイリーは本書で彼女が「サド的儀式のシンドローム」と呼ぶ、世界各国の女性に対する残虐行為 ―― ヒンドゥー社会のサティー（死んだ夫と共に妻が生きたまま焼かれる風習）、中国の纏足、欧州の魔女の火あぶりなど ―― を挙げ、社会に深く根を張った男性支配と女性の抑圧を指摘し、「ガイン/エコロジー」という造語によって女性が「女性生態系」としての「婦人科学」、「婦人科」、「女性の癒し」を取り戻すよう訴えている。

### 『大宇宙魔女英語辞典』
このように、デイリーの著作には造語や言葉遊びが多いが、これは「言語における反フェミニズム」、すなわち、言語に根ざしたミソジニーの批判である。デイリーはこうした価値・善悪を表わす言葉を「反転 (reversal)」させることが、既存の価値体系を「反転」させることであると考えていた。1987年出版の『ウェブスター新大宇宙魔女英語辞典第一版』は、造語や言葉遊び、言葉の「反転」の集大成である。女性について否定的・侮蔑的な意味をもつ言葉は多いが、たとえば、「醜い老女」を表わす"crone"は「crone-ology（老女・学＝年代記）」として「否定されてきた女性の歴史を再発見する」という意味に「反転」され、「鬼婆」を表わす"hag"は「hagiography（鬼婆を記述すること）」および「hagiology（鬼婆・学）」として「聖人伝」に「反転」される。さらに、ユングが提唱した「意味のある偶然の一致」を表わす「synchronicity（シンクロニシティ）」は"syn-crone-icity"、すなわち「老女によって意味あるものとして経験され、認識された奇妙な偶然」ということになる。また、生成し続ける"Be-ing"としての神という概念から、"Be-Laughing"は「人工的な疑似リアリティやタブーを打ち破り、希望を覚醒させること」、"Be-Thinking"は「元の自己を思い出すこと、オリジナルな質問を呼び戻すこと」、"Be-Speaking"は「議論すること、言葉を用いて心理的・物質的変化をもたらすこと」といったデイリー独自の言葉を作り出した。他にも「避妊問題の保証付き解決策」は「Mister-ectomy（男性切除）」であるとするなど、辛辣な批判を込めた言葉遊びも多い。『ユングとフェミニズム』を著したデマリス・S・ウェーアは、読者はこれらの新語・造語に対して個々の問題意識に応じた反応を示すだろうが、「重要なのは、これらによって、違った視点で違った考え方をするよう促されることである」と述べている。

### 「罪を犯すこと」は「存在すること」
デイリーはとりわけ、「to sin（罪を犯す）」という言葉の語源が「存在する（to be）」を意味するインド・ヨーロッパ語の"es-"であることを発見したとき、「全地球で支配的な宗教である家父長制の罠にはまった女性たちにとって、『罪を犯すこと』は『存在すること』なのだと直感的に理解した」という。すなわち、家父長制の宗教・社会で理想とされる（罠にはまった）女性とは逆の「罪深い女」という概念は、実は家父長制に対して反逆することで「存在する」女性であるとし、「（女性たちに）罪を犯すよう強く勧める。だが、キリスト教、ユダヤ教、イスラム教、ヒンドゥー教、仏教、ないしはこれらから派生した世俗版のマルクス主義、毛沢東思想、フロイト派、ユング派などのちっぽけな宗教に対して罪を犯すのではない。これらはすべて家父長制という大宗教から派生したものだ。この下部構造自体に対して罪を犯しなさい」と、ユーモアを交えて訴えている。
この発想は、以下に示すように、厳しい批判を浴びた後もなお健在であり、2006年出版の著書を『アマゾン・グレイス ― 大罪を犯す勇気 (Courage to Sin Big) を呼び起こす』と題している。「アマゾン・グレイス」は「アメイジング・グレイス」とギリシア神話の女性狩猟部族で強い女性を意味する「アマゾーン」にかけた言葉であり、本書は「全世界の大胆で向こう見ずな女性たちに投げつける挑戦状と招待状」であるとし、スタントンと共にキリスト教会を批判した女性参政権運動家のマチルダ・ジョスリン・ゲージを登場させ、ゲージとの架空の対話を通じて宗教批判を展開している。

## 批判
デイリーのフェミニズム理論は1980年代にかなりの批判を浴びることになった。主な理由は、一般化しようとする傾向があるために本質主義に陥りがちであること、物質的・文化的差異を看過していること、政治・社会を変える力を持ち得ないことなどであった。とりわけ、公民権運動に参加した作家のオードリー・ロードは、デイリーの理論によって勇気づけられるのは欧州の伝統によって抑圧されてきた女性のみであり、欧州以外の女性は無力な被害者としてしか扱われていないと批判し、「白人フェミニストの人種主義」を指摘した。しかもロードは自著に、1979年5月にデイリーに『ガイン/エコロジー』を批判する手紙を送ったにもかかわらず返事がなかったと書いたために、以後、デイリーも彼女の著作も人種差別的だと非難されることになった。しかし、ロード没後の2003年に研究者のアレキシス・ドゥ・ヴォーが、ロードが保存していた書類の中から1979年9月22日付のデイリーの返事を発見した。返事には、ロードの批判を受け入れると書かれていた。ドゥ・ヴォーはデイリーの許可を得てこの手紙を公表し、デイリーも『アマゾン・グレイス』でこの経緯を説明した。
デイリーはこうしたフェミニストからの激しい批判について、2000年のインタビューで、「あなた方は批判にばかり時間を割いている」、たとえば、「私は、ボーヴォワールは多くの点で間違っていると思うし、実際、これについて書いているが、このために多くのページを割くつもりはない。私はボーヴォワールを、そして彼女の仕事を尊敬している」とし、重要なのは他のフェミニストの仕事を「スプリングボード」にして、「批判」よりむしろ「創作」に専念すること、さらなる一歩を刻むことであると語っている。
デイリーの見解はトランスフォビア的であるとして批判を受けている。『ガイン/エコロジー』で、デイリーはトランスジェンダー女性を「フランケンシュタイン現象」と呼び、「トランスセクシュアリズムは女性の世界を代替物で侵略しようとする、男性による外科的種付けの例である」と述べた。デイリーは、博士論文を1979年に『トランスセクシュアルの帝国』 (The Transsexual Empire) として刊行したジャニス・レイモンドの指導教員である。このようなデイリーの思想を、キャメロン・パートリッジは「トランスジェンダー女性の非人間化」だと批判している。
1999年、デイリーはボストン・カレッジを辞任した。彼女はフェミニスト倫理学の講座について、特講は女子学生のみを対象とし、男子学生は入門のみ受講可能で、特講の受講を希望する男子学生は個人的に指導していた。彼女はこれについて、女子学生は男子学生がいない方が自由に意見交換でき、学力向上につながると説明していた。しかし、ある男子学生が受講を拒否されたと大学に訴え、彼を支援する極右の法律事務所「個人の権利センター」はこれを1972年の教育改正法第9編に違反する行為であるとした（これは連邦が財政支援する教育活動における性差別の禁止を規定した基本法である）。デイリーは休職を申し出たが受け入れられず、失意のうちに辞職を余儀なくされた。

## 死去
晩年はマサチューセッツ州ニュートン・センターで多くの支持者や同僚に囲まれて過ごしたが、2010年1月3日、同州ガードナーで死去した。享年81歳。

## 著書
- The Church and the Second Sex. Harper & Row, 1968.
  - 『教会と第二の性』岩田澄江訳, 未来社, 1981.
- Beyond God the Father: Toward a Philosophy of Women's Liberation (父なる神を越えて ― 女性解放の哲学に向けて). Beacon Press, 1973.
- Gyn/Ecology: The Metaethics of Radical Feminism (ガイン/エコロジー ― ラディカル・フェミニズムのメタ倫理学). Beacon Press, 1978.
- Pure Lust: Elemental Feminist Philosophy (純粋な情欲 ― フェミニズム哲学初歩). Beacon Press, 1984.
- Websters' First New Intergalactic Wickedary of the English Language, Conjured in Cahoots with Jane Caputi (ウェブスター新大宇宙魔女英語辞典第一版). Beacon Press, 1987.
- Outercourse: The Be-Dazzling Voyage. Containing Recollections from My Logbook of a Radical Feminist Philosopher (Be-Ing on Account of My Time/Space) (アウターコース ― 眩惑の旅 ― ラディカル・フェミニズム哲学者の航海日誌に基づく回想録を含む（私の時空のための生成). HarperSanFrancisco, 1992.
- Quintessence... Realizing the Archaic Future: A Radical Elemental Feminist Manifesto (第五元素... 太古の未来を実現する ― 急進的・本質的フェミニズム宣言). Beacon Press, 1998.
- Amazon Grace: Re-Calling the Courage to Sin Big (アマゾン・グレイス ― 大罪を犯す勇気を呼び起こす). Palgrave Macmillan, 2006.

## 参考資料
- Daly, Mary 1928-, Encyclopedia.com.
- Margalit Fox, Mary Daly, a Leader in Feminist Theology, Dies at 81 (Jan. 6, 2010), The New York Times.
- スチュアート・シム著『現代文学・文化理論家事典』杉野健太郎, 三尾満子, 荻野勝, 伝田晴美, 丸山修, 小玉智治, 林直生, 伊藤賢一, 今野晃, 深谷公宣, 稲垣伸一, 下楠昌哉訳, 松柏社 (松柏社叢書 言語科学の冒険), 1999年 - 項目「デイリー, メアリー」。